# Episodi di Evil (terza stagione)
La terza stagione della serie televisiva Evil, composta da 10 episodi, è stata pubblicata in prima visione assoluta negli Stati Uniti d'America sul servizio di streaming on demand Paramount+ dal 12 giugno al 14 agosto 2022.
In Italia la stagione è stata pubblicata interamente su Paramount+ il 9 luglio 2023.
| n° | Titolo originale        | Titolo italiano               | Pubblicazione USA | Pubblicazione Italia |
| -- | ----------------------- | ----------------------------- | ----------------- | -------------------- |
| 1  | The Demon of Death      | Il demone della morte         | 12 giugno 2022    | 9 luglio 2023        |
| 2  | The Demon of Memes      | Il demone dei meme            | 19 giugno 2022    | 9 luglio 2023        |
| 3  | The Demon of Sex        | Il demone del sesso           | 26 giugno 2022    | 9 luglio 2023        |
| 4  | The Demon of the Road   | Il demone della strada        | 3 luglio 2022     | 9 luglio 2023        |
| 5  | The Angel of Warning    | L’angelo monitore             | 10 luglio 2022    | 9 luglio 2023        |
| 6  | The Demon of Algorithms | Il demone degli algoritmi     | 17 luglio 2022    | 9 luglio 2023        |
| 7  | The Demon of Cults      | Il demone dei culti           | 24 luglio 2022    | 9 luglio 2023        |
| 8  | The Demon of Parenthood | Il demone della genitorialità | 31 luglio 2022    | 9 luglio 2023        |
| 9  | The Demon of Money      | Il demone del denaro          | 7 agosto 2022     | 9 luglio 2023        |
| 10 | The Demon of the End    | Il demone della fine          | 14 agosto 2022    | 9 luglio 2023        |